# Jakks Pacific
Jakks Pacific est une entreprise américaine de fabrication de jouets fondée en 1995 et produisant sous son propre nom et sous licences. La société est basée en Californie,.

## Historique
Le 12 février 2007, Disney Consumer Products et Jakks Pacific présentent une gamme de jouets inspirés des séries de Disney Channel Hannah Montana et Cheetah Girls lors de la Foire internationale du jouet.
En 2014, Nintendo et Jakks Pacific signent un accord pour créer des jouets à licence Nintendo, principalement Super Mario et Zelda. Actuellement, Jakks Pacific est connu pour ses figurines, peluches et dioramas Super Mario.
Le 8 janvier 2013, Disney et Jakks Pacific annoncent un partenariat pour vendre des jouets associés à des jeux vidéo et de la réalité augmentée au travers de l'application DreamPlay.
Le 31 août 2016, Disney présente un assortiment de jouets Star Wars de Hasbro, Mattel et Jakks Pacific dont la sortie est prévue pour le 30 septembre en prélude au film Rogue One: A Star Wars Story au travers de vidéos YouTube produites par des fans,.
Le 6 mars 2017, Disney Consumer Products et Jakks Pacific prolongent et étendent leur contrat de licences pour la Chine avec de nouveaux produits et la vente par internet.

## Licences
Liste non exhaustive des licences produites par Jakks Pacific
- Activision
- Atari
- Capcom
- Disney Consumer Products
  - Hannah Montana
  - High School Musical
  - Marvel
    - Spider-Man
    - Quatre Fantastiques

  - Pixar
    - Toy Story
    - WALL-E

  - Star Wars
- Dragon Ball Z
- DreamWorks Animation
- EA Sports '95
- Jeopardy!
- Mortal Kombat
- Namco
- Nintendo
  - Super Mario
  - The Legend of Zelda
  - Metroid
  - Pikmin
  - Animal Crossing
  - Star Fox

- Viacom
  - Bob l'éponge
  - Dora l'exploratrice
  - Go Diego !
  - Nicktoons
- Warner Bros.
  - The Batman
  - Scooby-Doo
  - Superman
- World Poker Tour
- WWE